# Ma Qi
Ma Qi (chinois simplifié : 马麒 ; chinois traditionnel : 馬麒 ; pinyin : mǎ qí), né en 1869 à Daohe (dans l'actuelle préfecture autonome hui de Linxia, province du Gansu) et mort le 5 août 1931), est un général chinois du début du XXe siècle, musulman hui, commandant un territoire constitué du Gansu et du Qinghai, à la fin du règne de la dynastie Qing. Loyaliste, il mâte la révolte d'une partie des musulmans dite révolte des Dounganes (1895-1896).
Son père, Ma Haiyan (en) (马海晏, mǎ hǎiyàn), meurt pendant la révolte des Boxers, lors de la Bataille de Langfang (廊坊阻击战), en protégeant la famille impériale des Occidentaux. Son frère est Ma Lin (seigneur de guerre) (马麟 / 馬麟, mǎ lín).
Il s'attache à réprimer durement les nombreuses rébellions goloks du Qinghai en y perpétrant de terribles massacres, notamment au monastère de Labrang en 1929.
Parlant tibétain, il passe pour être très au fait des affaires tibétaines.
En juillet 1931, il est nommé président du Qinghaï tandis que son deuxième fils, Ma Bufang, devient commandant de la 9e division de l'armée nationale. Le Ningxia, le Gansu et le Qinghaï sont désormais sous la domination de musulmans ayant juré fidélité au nouveau gouvernement.